# Doron Perkins
Doron Marquis Perkins (Anchorage, 6 maggio 1983) è un ex cestista e allenatore di pallacanestro statunitense con cittadinanza ivoriana, di ruolo playmaker.

## Palmarès

### Squadra
- Campionato israeliano: 1

Maccabi Tel Aviv: 2010-11
- Coppa di Israele: 2

Maccabi Tel Aviv: 2009-10, 2010-11
- Coppa di Lega israeliana: 1

Maccabi Tel Aviv: 2010
- Eurolega: 1

Olympiacos: 2012-13

### Individuale
- Ligat ha'Al MVP: 1

Maccabi Haifa: 2008-09